# Basilichthys
Basilichthys is een geslacht van straalvinnige vissen uit de familie van de koornaarvissen (Atherinopsidae).

## Soorten
- Basilichthys archaeus Cope, 1878
- Basilichthys australis Eigenmann, 1928
- Basilichthys microlepidotus Jenyns, 1841
- Basilichthys semotilus Cope, 1874